# Carne salmistrada della Val di Cembra
La carne salmistrada della Val di Cembra è un salume tipico del Trentino, ed in particolare della Val di Cembra. È tutelato come prodotto agroalimentare tradizionale, unitamente alla carne fumada della Val di Cembra.
Viene realizzata coi quarti posteriori di diversi tipi di animale (manzo, suino, cavallo, asino, castrato, capra, cervo o capriolo), ma senza mai miscelare carni di diversi animali.
La carne viene messa all'interno di un barile con salamoia secca (composta da sale, pepe nero e bacche di ginepro), alloro, cannella e chiodi di garofano. La carne viene poi spruzzata con del vino Müller-Thurgau. Dopo 4-5 giorni si procede a rimescolare la carne, e dopo ulteriori 15 giorni il prodotto è pronto per il consumo. Se la carne salmistrada viene affumicata, si ottiene la carne fumada della Val di Cembra.